# Jaromír Malý
Jaromír Malý (ur. w 1958 roku) – czeski kierowca wyścigowy.

## Kariera
Malý rozpoczął karierę w wyścigach samochodowych w 1980 roku od startów Mistrzostwach Czech w Wyścigach Górskich. 10-krotnie świętował zdobycie tytułu Mistrza Czech. Zasiadał za kierownicą samochodów Škoda, Łada, Honda, Ford, BMW, Sisu i Subaru. W 2014 zdobył tytuł wicemistrza Europy w wyścigach górskich (kategoria 1). Poza wyścigami górskimi, Malý startował również w wyścigach samochoód turystycznych. W 1996 roku uplasował się na dziewiątej pozycji Czech Republic Touring Car Championship.